# Horst Thein
Horst Thein (* 19. Dezember 1939) ist ein deutscher Tischtennisspieler mit seinem Leistungszenit in den 1950er und 1960er Jahren. Er nahm an einer Europa- und einer Weltmeisterschaft teil.

## Werdegang
Thein begann seine Laufbahn beim damaligen Oberliga-Verein TV Haßfurt, zu dem er nach einem Abstecher in der Saison 1961/62 zu SG Siemens Erlangen wieder zurückkehrte. Erste Erfolge erzielte er als Jugendlicher, als er 1955/56 und 1956/57 die bayerische Jugendmeisterschaft gewann. 1961 wurde er bayerischer Juniorenmeister im Mixed mit Heidi Weise.
1959 wurde Thein für die Individualwettbewerbe der Weltmeisterschaft in Dortmund nominiert. Hier scheiterte er im Einzel bereits in der Qualifikationsrunde. Das Doppel mit Horst Dörrbecker kam kampflos in die zweite Runde, wo es gegen die Österreicher Karl Wegrath/Hans Zankl ausschied.
Auch bei der Europameisterschaft 1962 in Berlin nahm Steinke an den Individualwettbewerben teil. Im Einzel kam er durch einen Sieg über Christos Christodoulos (Griechenland) eine Runde weiter. Dann verlor er gegen David Creamer (England). Das Doppel mit Werner Kümmerle unterlag den Schweizern Mario Mariotti/Lajos Antal. Im Mixed trat er mit Hanna Haering an. Durch Siege gegen Fernando Huecas/Ana Maria Navarro (Spanien) und Hugo Urchetti/Franziska Hassler (Schweiz) kamen sie zwei Runden weiter, dann war das deutsche Paar Erich Arndt/Edit Buchholz zu stark.
Beachtet wurde sein Auftreten bei den Internationalen Deutschen Meisterschaften 1964 in Wolfsburg, da er hier den Rumänen Radu Negulescu mit 3:0 besiegte. 1967 erreichte er bei den Nationalen Deutschen Meisterschaften im Doppel mit Herbert Neubauer das Halbfinale.
1964 verließ Thein seinen Heimatverein TV Haßfurt und kam über die Stationen TTC Höchstadt (Bezirksliga) (bis 1970), Jahn Nürnberg (ab 1970), TSV Milbertshofen (Bundesligamannschaft 1966) und Hertha BSC 1972 zur SG Hausham, mit dem er 1978 in die 2. Liga Bayern aufstieg. 1984 schloss Thein sich dem TV Miesbach an, wo er noch heute (2010) in der Bezirksliga spielt.

## Privat
Von Beruf war Horst Thein Postbote. Er ist verheiratet.

## Turnierergebnisse
| Verband | Veranstaltung     | Jahr | Ort      | Land | Einzel | Doppel    | Mixed        | Team |
| ------- | ----------------- | ---- | -------- | ---- | ------ | --------- | ------------ | ---- |
| FRG     | Weltmeisterschaft | 1959 | Dortmund | FRG  | Qual   | letzte 64 | keine Teiln. |      |